# Precious (Band)
Precious war eine britische Pop-Girlgroup, die 1999 Großbritannien beim Eurovision Song Contest in Jerusalem vertrat und somit große Bekanntheit erlangte.

## Bandgeschichte
Die Gruppe namens Precious wurde Ende 1998 von den Freundinnen Sophie McDonnell und Jenny Frost gegründet. In einer Reihe von Castings wurden die weiteren Bandmitglieder namens Anya Lahiri, Kalli Clark-Sternberg und Louise Rose ermittelt. Als Lead-Sängerin wurde Rose ernannt. 
1999 traten Precious für Großbritannien beim Eurovision Song Contest in Jerusalem an. Mit ihrem Hit Say It Again landeten sie mit 38 Punkten auf dem zwölften Platz. Infolgedessen konnte die Band einen Vertrag mit dem Plattenlabel EMI abschließen. Say It Again wurde als Single veröffentlicht und landete in den britischen Single-Charts auf dem sechsten Platz. 
Am 20. November 2000 veröffentlichten Precious ihr Debüt-Album namens Precious. Der kommerzielle Erfolg verminderte sich jedoch Ende 2000 und so einigte man sich darauf getrennte Wege zu gehen und fortwährend den Fokus auf die Solokarrieren der Mitglieder zu richten. So präsentierte McDonnell das Kinderprogramm der BBC, Frost ersetzte 2001 – die damals wegen ihrer Schwangerschaft zurückgetretene – Kerry Katona in der ebenfalls britischen Girlgroup Atomic Kitten und Lahiri wandte sich wieder ihrer Model-Karriere zu, wo sie 2003 eines der FHM „Pit Girls“ wurde. Nebenbei startete sie eine neue Karriere als Schauspielerin, wo sie neben Jacqueline Bisset und Daniel Bernhardt spielte. Rose wurde ebenfalls Schauspielerin und Clark-Sternberg blieb der Musik als Sängerin treu.

## Diskografie

### Alben
| Jahr | Titel    | Höchstplatzierung, Gesamtwochen, AuszeichnungChartsChartplatzierungen (Jahr, Titel, Platzierungen, Wochen, Auszeichnungen, Anmerkungen) | Anmerkungen                             |
| Jahr | Titel    | UK | Anmerkungen                             |
| ---- | -------- | --- | --------------------------------------- |
| 2000 | Precious | — | Erstveröffentlichung: 20. November 2000 |

### Singles
| Jahr | Titel Album                   | Höchstplatzierung, Gesamtwochen, AuszeichnungChartsChartplatzierungen (Jahr, Titel, Album, Platzierungen, Wochen, Auszeichnungen, Anmerkungen) | Anmerkungen                             |
| Jahr | Titel Album                   | UK | Anmerkungen                             |
| ---- | ----------------------------- | --- | --------------------------------------- |
| 1999 | Say It Again Precious         | UK6 Silber · (15 Wo.)UK | Erstveröffentlichung: 17. Mai 1999      |
| 2000 | Rewind Precious               | UK11 (5 Wo.)UK | Erstveröffentlichung: 20. März 2000     |
| 2000 | It’s Gonna Be My Way Precious | UK27 (4 Wo.)UK | Erstveröffentlichung: 26. Juni 2000     |
| 2000 | New Beginning Precious        | UK50 (2 Wo.)UK | Erstveröffentlichung: 13. November 2000 |